# ویکتوریا ترویتسکایا
ویکتوریا ترویتسکایا (روسی: Виктория Тройцкая, née Таранина؛ زادهٔ ۱۸ آوریل ۱۹۶۹) اسکیت‌باز سرعت، و اسکیت‌باز نمایشی اهل روسیه است.